# Propositura dei Santi Ippolito e Donato

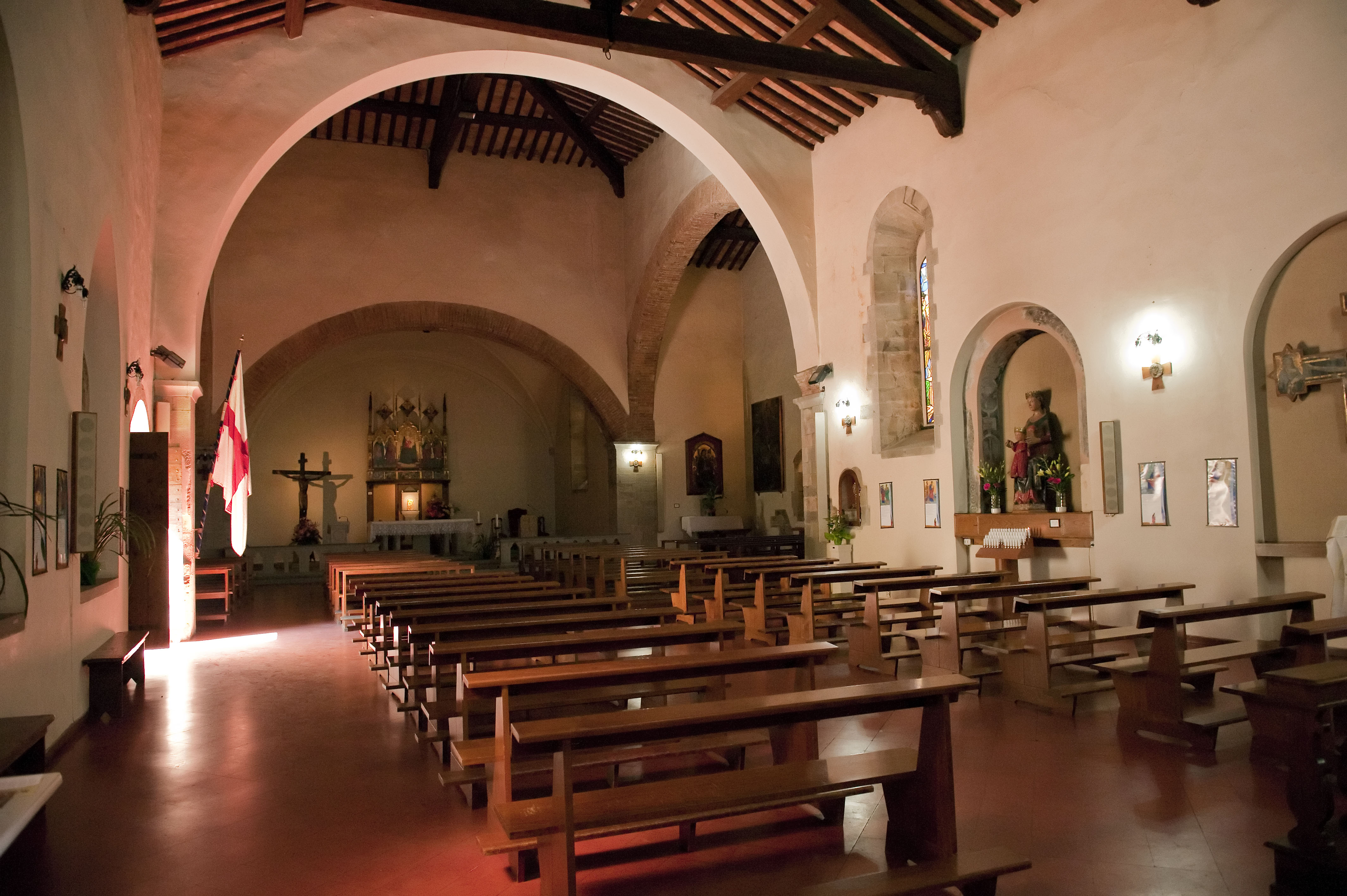
Propositura di Bibbiena, interno.

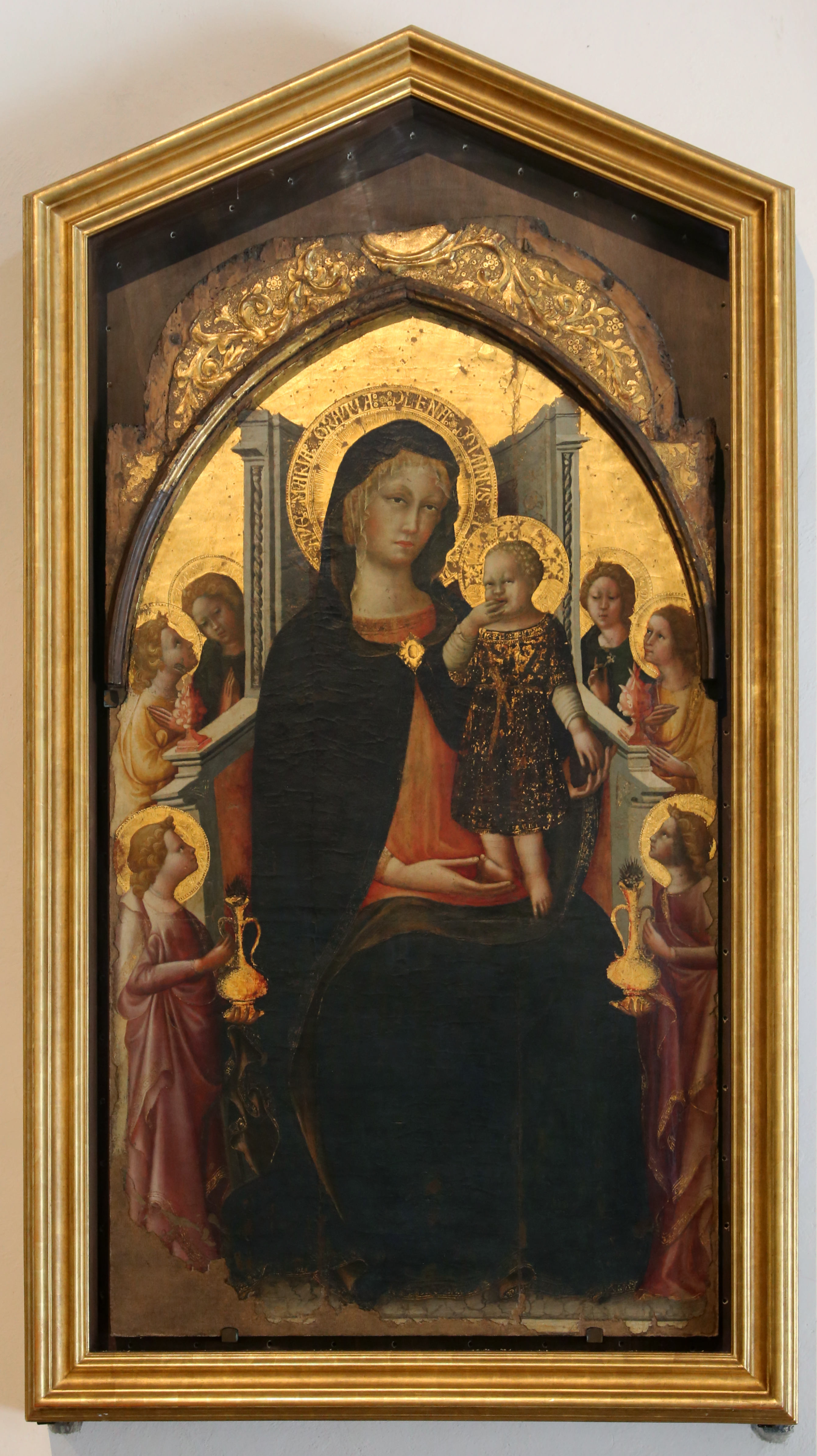
Arcangelo di cola da camerino, madonna in trono col bambino e angeli

La propositura dei Santi Ippolito e Donato o propositura di Sant'Ippolito martire è una chiesa che si trova in via Rosa Scoti Franceschi 41, a Bibbiena.

## Storia e descrizione
La chiesa sorge sul luogo della cappella del castello dei Tarlati, intitolata ai santi Giacomo e Biagio e risalente al XII secolo. Distrutto il castello ed anche la cappella nella battaglia di Campaldino del 1289, la chiesa fu ricostruita nel 1310 e prese il nome di una più antica Pieve, ricordata già nel 979 ma scomparsa entro la metà del Quattrocento, che era collocata fuori le mura nell'attuale località castellare corrispondente ad una casa colonica. La presente chiesa era originariamente a croce greca, ma fu ampliata nel secolo XVI, allungandola verso sud e cambiandone l'orientamento, ed ebbe aggiunte ed arricchimenti tra Cinquecento e Seicento, in seguito eliminati. Una parte della chiesa ampliata fu costruita probabilmente sul sito del cortile del castello, come dimostrerebbe il ritrovamento, nel 1972, sotto la chiesa, di spazi colmati in antico di macerie. Infatti dell'antico castello rimangono, nella sottostante via Berni, una grande finestra romanica e un portale a fianco dal quale forse si accedeva in un cortile interno del castello, ora ripieno di macerie.
L'attuale edificio presenta una facciata semplicemente intonacata, aperta da un portale a tutto sesto e da un oculo. Di struttura ancora in parte romanica, conserva nella parete laterale a pietra a vista, nella finestra ogivale, uno dei pochi elementi di carattere schiettamente gotico. 
L'interno è a navata unica con transetto poco profondo terminante in un presbiterio coperto da una volta a crociera piuttosto bassa e allargata. Esso conserva una ricca presenza di opere d'arte: sulla parete destra è la più importante opera presente in chiesa, la quattrocentesca Madonna con Bambino in trono e angeli di Arcangelo di Cola da Camerino, databile al 1420 circa, quando l'artista camerte soggiornò a Firenze. Il dipinto appare una perfetta sintesi tra il naturalismo tardogotico delle origini marchigiane e degli elementi fiorentini della corrente neogiottesca, di più saldo e concreto naturalismo. Per questi motivi, e per la composizione, il dipinto è stato visto come un precedente del Trittico di San Giovenale di Masaccio, dipinto per una chiesa del versante valdarnese del Pratomagno nel 1422. Sulla stessa parete è anche una grande Croce dipinta, restaurata nel 2020, proveniente dalla chiesa del convento di suore camaldolesi di Sant'Andrea a Lontrina, attribuita al Maestro di San Polo in Rosso (prima metà del XIV secolo), un anonimo pittore senese seguace di Duccio.
Nella parete del corto transetto destro, a sinistra, è una pregevole scultura lignea policroma raffigurante la Madonna in trono con Bambino proveniente dalla vicina chiesa di Giona, collocabile al primo Trecento, come si vede da un certo naturalismo gotico che comincia a sciogliere la statica e geometrica volumetria delle figure che però rimangono ieraticamente frontali.
Nel presbiterio, a destra dell'altare maggiore, è un Crocifisso ligneo policromo del XIV secolo, opera di alta qualità e di accentuato pathos di uno scultore ancora non identificato, denominato Maestro del Crocifisso di Camaiore, forse un toscano influenzato dai modelli germanici o un tedesco attivo in Toscana. All'altare è invece il polittico tricuspidato su tavola raffigurante, nella parte centrale la Madonna in trono con i Santi Ippolito, Giovanni Battista, Iacopo e Cristoforo, nei medaglioni mistilinei subito sopra l'Angelo Annunziante e la Vergine Annunciata nei due laterali e Cristo in quello centrale. Nella parte superiore, nelle cuspidi riccamente intagliate, sono la Resurrezione, la Crocifissione e la Pentecoste. Nella predella sono raffigurati invece il Martirio di Sant'Ippolito, il Battesimo di Cristo, la Natività, il Martirio di San Giacomo e quello di San Cristoforo. Il polittico è opera di Bicci di Lorenzo, ed è datato 1435 nell'iscrizione sopra la predella, letta in passato ma oggi non più decifrabile. In ogni caso esso è un'opera della maturità del pittore, quando si avvicina alle raffinatezze decorative delle opere fiorentine di Gentile da Fabriano, come si vede dal colorismo ricercato, dalla linea fluida e da una particolare attenzione ai dettagli e ai particolari preziosi. 
Nel transetto sinistro, è un interessante frammento di affresco quattrocentesco con San Bernardino e San Giovanni Battista, resto di una composizione più ampia comprendente probabilmente la Madonna col Bambino al centro ed altri due Santi, attribuibile a Matteo Lappoli, allievo di Bartolomeo della Gatta, e databile tra anni settanta e ottanta del Quattrocento.
Al centro è una tavola con un'Annunciazione, già riferita al Poppi ma oggi attribuita a Giovanni Balducci detto il Cosci, allievo di Giovan Battista Naldini, databile al 1585 circa, in cui la semplice composizione di tono intimo e domestico, si arricchisce di un colorismo delicato e morbidamente sfumato. A sinistra è invece un affresco con una Crocifissione tra dolenti, già considerato di un pittore anonimo del tardo Trecento, ma oggi attribuito a Spinello Aretino. Esso sormonta un altro affresco più piccolo con cornice dipinta timpanata ed arricchita ai lati da due erme di profilo, raffigurante Santa Caterina d'Alessandria al martirio, databile tra fine Cinquecento e inizi Seicento. 
La parete laterale sinistra presenta due nicchie, probabilmente resti di antiche cappelle poco profonde alle quali oggi manca l'altare. In quella più vicina al presbiterio, archiacuta, è un affresco frammentario su due registri: in basso è una sorta di polittico dipinto raffigurante la Madonna col Bambino tra San Nicola e Sant'Ippolito, mentre in alto è rappresentata la Trinità. L'affresco, di aspetto ancora tardo gotico, è l'opera eponima del cosiddetto Maestro di Bibbiena, attivo tra fine Trecento e inizio Quattrocento tra Casentino e Valdarno, e stilisticamente vicino a Lorenzo Monaco e ad Alvaro Pirez. Nella seguente nicchia, centinata, è un altro affresco anch'esso non integro, ma più tardo, pienamente rinascimentale, con la Madonna col Bambino in trono tra San Francesco e San Domenico, ancora anonimo e databile tra la fine del Quattrocento e l'inizio del Cinquecento.  
In controfacciata, a destra della porta, è collocata la pala con la Madonna col Bambino e i santi Michele e Antonio abate di Jacopo Ligozzi firmata e datata 1600 in basso a sinistra,  probabilmente la prima eseguita dall'artista per il Casentino, realizzata per la cappella di San Michele Arcangelo fondata da Armellina Nati Bonaugurelli ed in seguito dei Sestini La tela, celebre anche per la veduta della cittadina in basso, ha una composizione semplice e tradizionale, che si riscatta con le grandi doti pittoriche e con la capacità imitativa dell'artista, come si vede nella veduta menzionata.
L'organo di Onofrio Zeffirini è datato 1542.

## Note

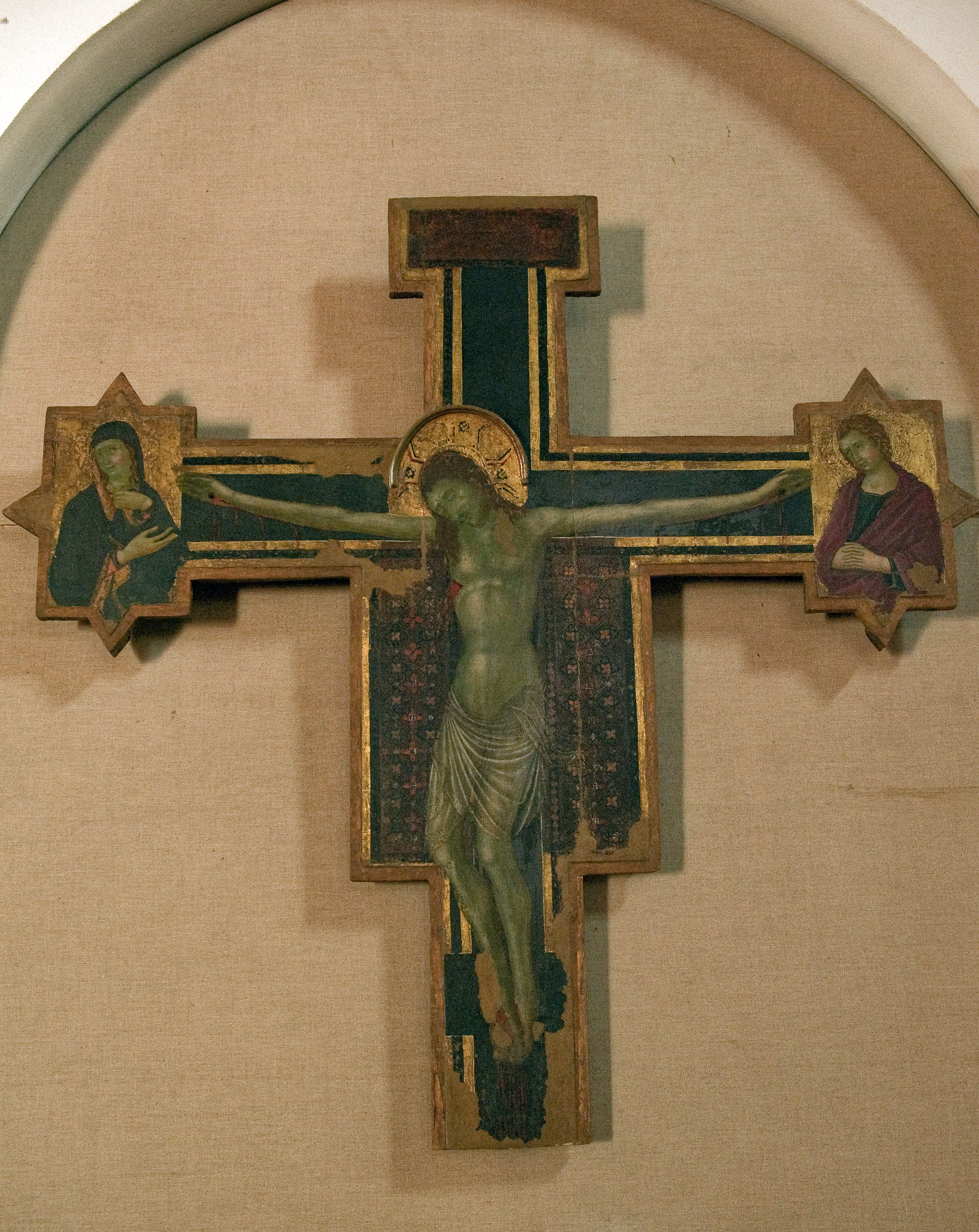
Croce (Maestro di San Polo in Rosso)